# Karl von Below (General)
Karl Theodor von Below (* 2. April 1818 in Königsberg; † 1. März 1897 in Wiesbaden) war ein preußischer Generalleutnant.

## Leben

### Herkunft und Familie
Karl entstammt dem alten mecklenburg-pommerschen Adelsgeschlecht von Below. Er war ein Sohn des späteren preußischen Generalleutnant Theodor von Below (1765–1839) und dessen Ehefrau Friederike, geborene von der Goltz (1787–1853). Seine Brüder Anton (1808–1896) und Ferdinand (1812–1870) waren ebenfalls preußische Generalleutnants. Karl von Below blieb unvermählt und hinterließ keine Kinder.

### Militärkarriere
Below besuchte ab 1828 zunächst das Kadettenhaus in Kulm und seit 1832 in Berlin. 1835 avancierte er zum Portepeefähnrich in einem Dragonerregiment der Preußischen Armee und stieg 1836 weiter auf zum Sekondeleutnant. Von Oktober 1845 bis September 1846 war er zur Lehreskadron kommandiert. Seit 1849 war er Regimentsadjutant. Es folgten 1850 die Beförderung Premierleutnant, 1852 die zum Rittmeister und 1853 die zum Eskadronchef im 1. Dragonerregiment. Ebenfalls im Jahr 1853 wurde er Adjutant beim Generalkommando des I. Armee-Korps. Below stieg 1861 weiter auf zum Major und wurde 1866 Kommandeur des 8. Ulanenregiments. Noch im selben Jahr nahm er am Deutschen Krieg, insbesondere den Gefechten bei Trautenau und Tobitschau, sowie der Schlacht bei Königgrätz teil und erhielt den Roten Adlerorden IV. Klasse mit Schwertern. Nach seinem Aufstieg zum Oberst 1868, erhielt er den Roten Adlerorden III. Klasse mit Schwertern. Er nahm auch am Deutsch-Französischen Krieg, hier den Schlachten bei Gravelotte und Beaune-la-Rolande, der Belagerung von Metz sowie drei weiteren Gefechten teil. Im Feldzug verdiente er sich das Eiserne Kreuz II. Klasse. 1871 wurde Below Kommandeur der 16. Kavalleriebrigade und avancierte 1873 zum Generalmajor. Unter Verleihung des Charakters als Generalleutnant wurde er am 2. Januar 1876 zur Disposition gestellt und erhielt am 18. Januar den Roten Adlerorden II. Klasse mit Eichenlaub und Schwertern am Ring.